# Hetzendorf (Gemeinde Fohnsdorf)

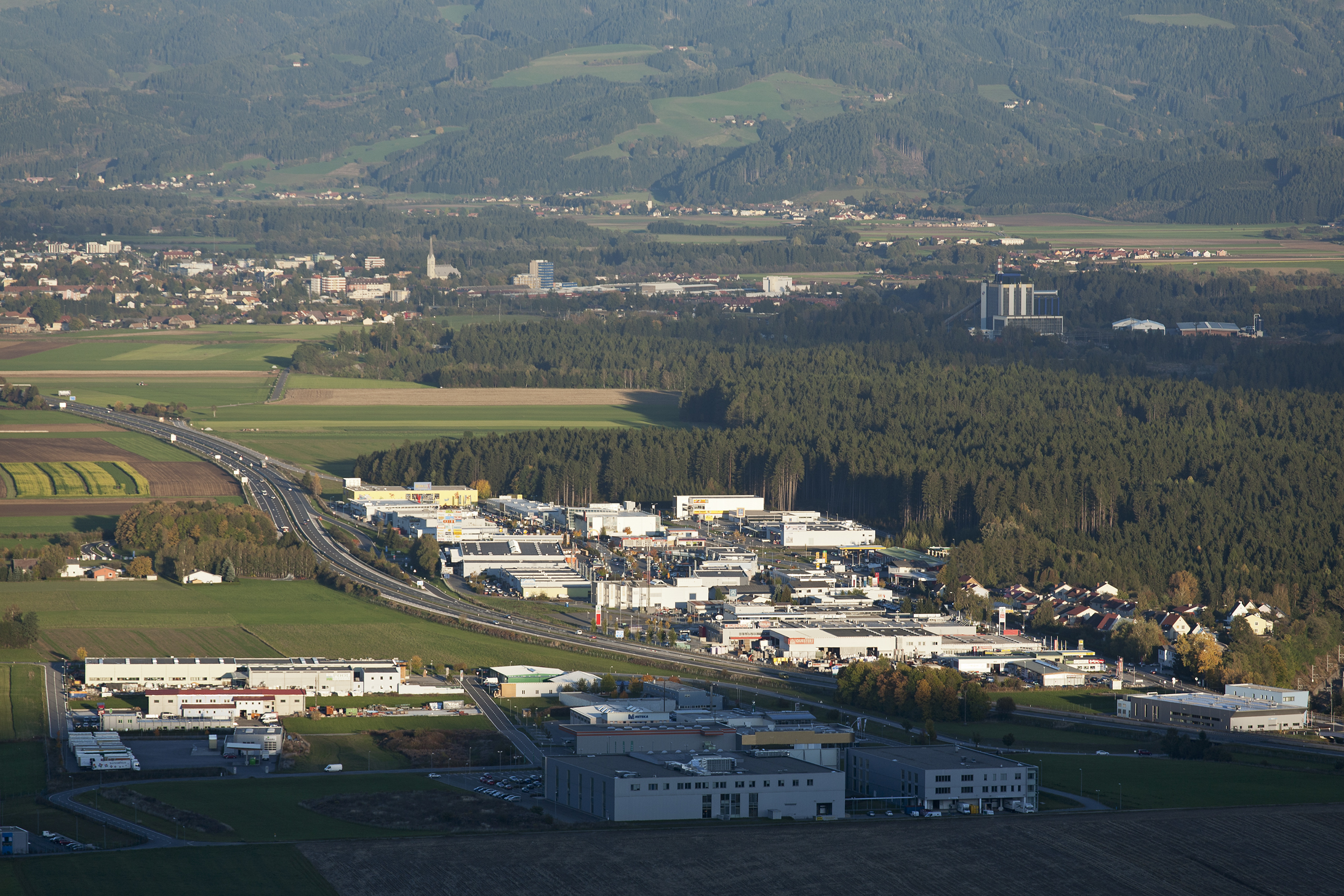
Ortsteil Gabelhofen mit Arena am Waldfeld

Hetzendorf ist eine Ortschaft in der Gemeinde Fohnsdorf, die mit den Ortschaften Gabelhofen und Waldfeld die Katastralgemeinde Hetzendorf bildet. Sie liegt im politischen Bezirk Murtal sowie im Gerichtsbezirk Judenburg in der Obersteiermark und befindet sich im Aichfeld.

## Geschichte
Das früheste Schriftzeugnis ist von ca. 1050 und lautet „Hezindorf“. Der Name geht auf den althochdeutschen Personennamen Hatzo zurück.

## Geographie

### Geographische Lage
Hetzendorf liegt im Aichfeld, einem Becken im obersteirischen Murtal im Süden der Gemeinde Fohnsdorf.

### Nachbarorte
| Wasendorf | Fohnsdorf                                   | Aichdorf  |
| Judenburg | Kompassrose, die auf Nachbargemeinden zeigt | Aichdorf  |
| Judenburg | Judenburg                                   | Judenburg |

### Berge und Gewässer
Der Pölsbach – das größte Fließgewässer der Gemeinde Fohnsdorf fließt durch Hetzendorf, bevor er durch Aichdorf fließt und in Zeltweg in die Mur mündet.

## Wirtschaft und Infrastruktur

### Verkehr
Die Linien 1 (Knittelfeld–Judenburg), 2 (Judenburg–Fohnsdorf) und 3 (Fohnsdorf–Knittelfeld) des Regionalbusses Aichfeld führen durch Aichdorf. Es gibt sechs Haltestellen.